# Rudno nad Hronom
Rudno nad Hronom (in ungherese Garamrudnó) è un comune della Slovacchia facente parte del distretto di Žarnovica, nella regione di Banská Bystrica.